# GMC・アカディア
アカディア (ACADIA)は、GMが製造、GMCブランドで販売している自動車である。

## 初代 (2007–2016年)
アメリカ合衆国で2006年12月（カナダでは2007年1月）に発売開始。エンボイとユーコンの中間に位置するモデルである。
アカディアはGMCブランド初のCUVであり、ユニボディやFFベースのアーキテクチャの採用も同ブランドでは初めてとなる。ユニボディ構造の採用で従来のトラックベースのSUVよりも低重心となり、横転事故のリスクを減らしている。またボディ構造はクロスカービームなどを含めて高張力鋼で補強されている。
従来、ポンティアック-ビュイック-GMCディーラー網で販売されていた7/8人乗りの車種には中型バンのGMC・サファリ、SUVのGMC・エンボイXL、ミニバンのポンティアック・モンタナSV6（アメリカのみ）があったが、3列7/8人乗りシートを備えたアカディアはこれらにとって代わる車種となる。
プラットフォームはGMラムダプラットフォームを採用し、シボレー・トラバース、ビュイック・アンクレイブ、および既に製造が終了しているサターン・アウトルックとは兄弟関係にあたる。特にアウトルックとはボディシェルも共有する。アカディアの価格帯はトラバースとアンクレイブとの中間となる。これらラムダプラットフォーム採用車の生産はミシガン州ランシングのランシング・デルタ・タウンシップ組立工場にて行われる。
エンジンはGMハイフィーチャー3.6L V6を搭載し、最初に採用されたLY7型では出力とトルクはそれぞれ275hp(205kW)、251lb-ft(340Nm)を発揮した。2009年モデルからは直噴化したLLTに換装され、出力とトルクはそれぞれ288hp(215kW)、270lb-ft(366Nm)に向上した。また、トランスミッションは新開発の6T75型6速ATが組み合わせられた。
サスペンションは前後とも独立懸架である。フロントはダイレクトアクティング・スタビライザー・バーとアルミナックルを備えたマクファーソンストラット式。リアは新開発のHリンク式を採用し、よりコンパクトで古典的なSUVよりもスムーズな乗り心地を実現した。
駆動方式はFFおよびAWDの両方が用意されている。タイヤおよびホイールは標準で18インチが装着され、オプションで19インチも選べる。
アカディアは2ステージ式の運転席および助手席エアバッグ、2つのサイドエアバッグ、2つのカーテンエアバッグを備える。さらに、アカディアにはGMのテレマティクスであるオンスター (OnStar) システムの第7世代が標準装備される。新型のオンスターシステムは衝突時の緊急対応機能を備えている。
2012年2月、シカゴオートショーにてフェイスリフトを受けたアカディア2013年モデルが発表された。フロントマスクは2010年の北米国際オートショーに出品されたコンセプトカー「グラニット」風のデザインに改められている。
なお、このフェイスリフトについてカー・アンド・ドライバーのブログでは、GMがすでに製造を終了しているサターン・アウトルックの部品を流用しているのではないかと推測する記事を投稿している。Autoblogが取材したところ、GMCの広報担当者もこの事実を認め、アカディア2013年モデルのリフトゲートガラス、スポイラー、リアクォーターパネル、リアスライドガラスは全てアウトルックからの流用であると回答している。

### アカディア デナリ
2010年1月、北米国際オートショーにてアカディアのデナリバージョンが発表され、同年第3四半期から販売を開始した。この豪華版グレードはFWDとAWD、7/8人乗りのいずれにも用意され、モノトーン塗装、ハニカムグリル、専用のフロント・リアデザイン、HIDヘッドランプ、クロームアクセント、エキゾーストパイプ、6本スポークの20インチホイールなどを備える。
2012年モデルでの比較では、アカディアの価格は$32,685～となっているのに対し、アカディアデナリは$44,660～となっている。

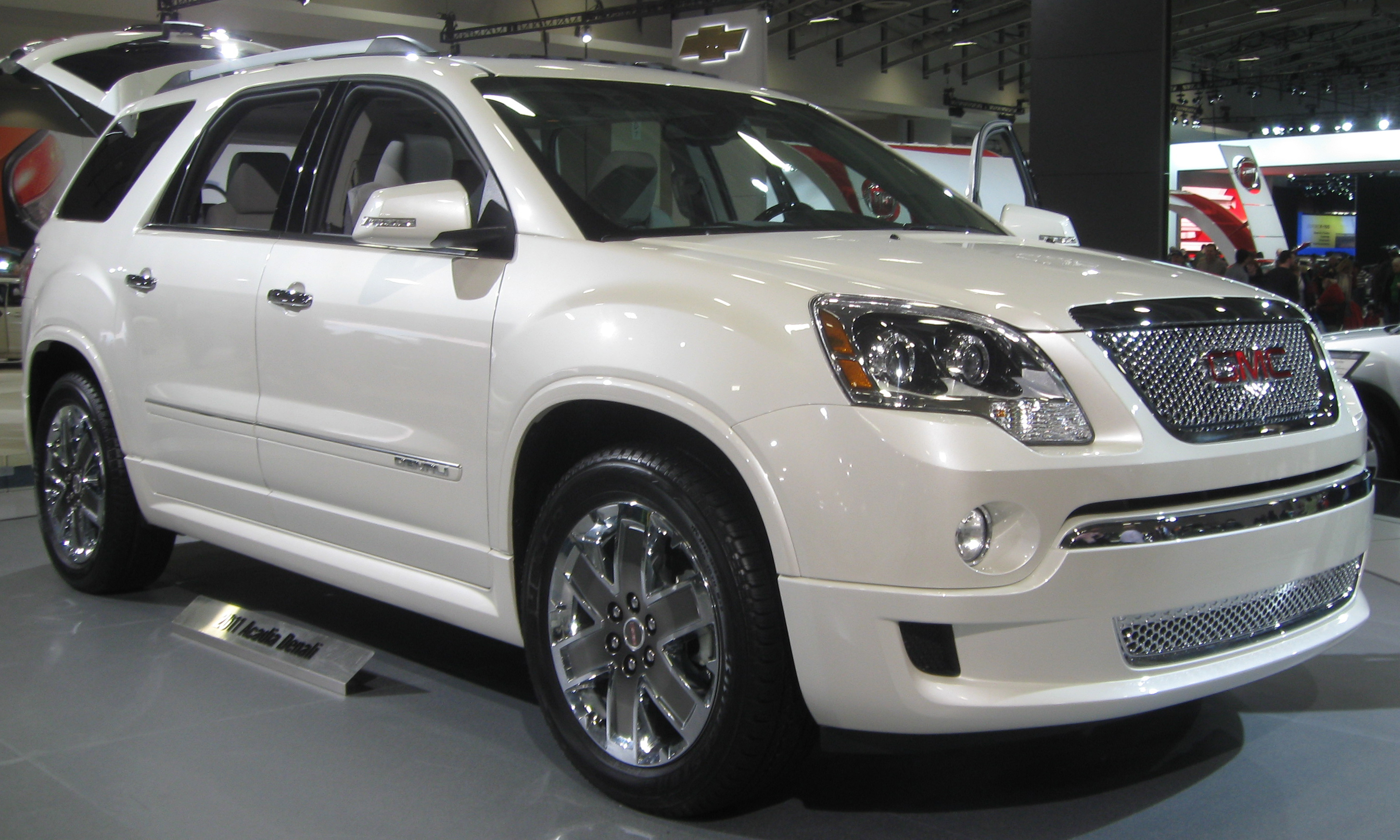
2011年型アカディア デナリ
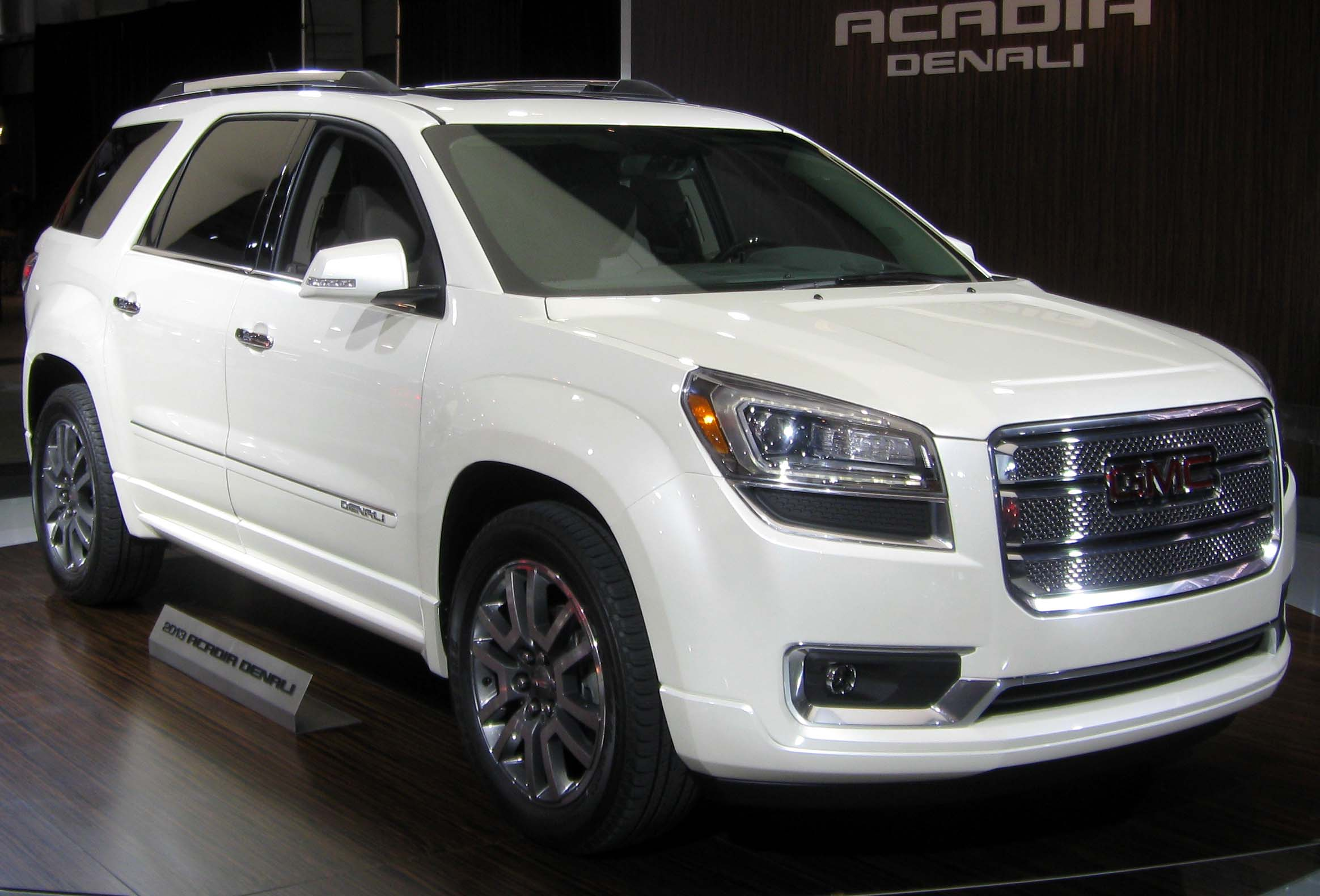
2013年型アカディア デナリ

## 2代目 (2016-2023年)
2016年1月に北米国際自動車ショーで初公開され、同年5月から発売を開始した。
先代モデルより一回り車体サイズが小さくなり、フルサイズからミッドサイズのクロスオーバーSUVとして位置している。
2020年モデルにてビッグマイナーチェンジが行われた。従来の「デナリ」に加えてオフロード性能を強化した「AT4」がラインナップに追加された。また、燃費性能が向上した2.0L I4ターボエンジンを選択できるようになった。
オセアニア圏においては、2018年-2020年まで「ホールデン・アカディア」として販売されていた。

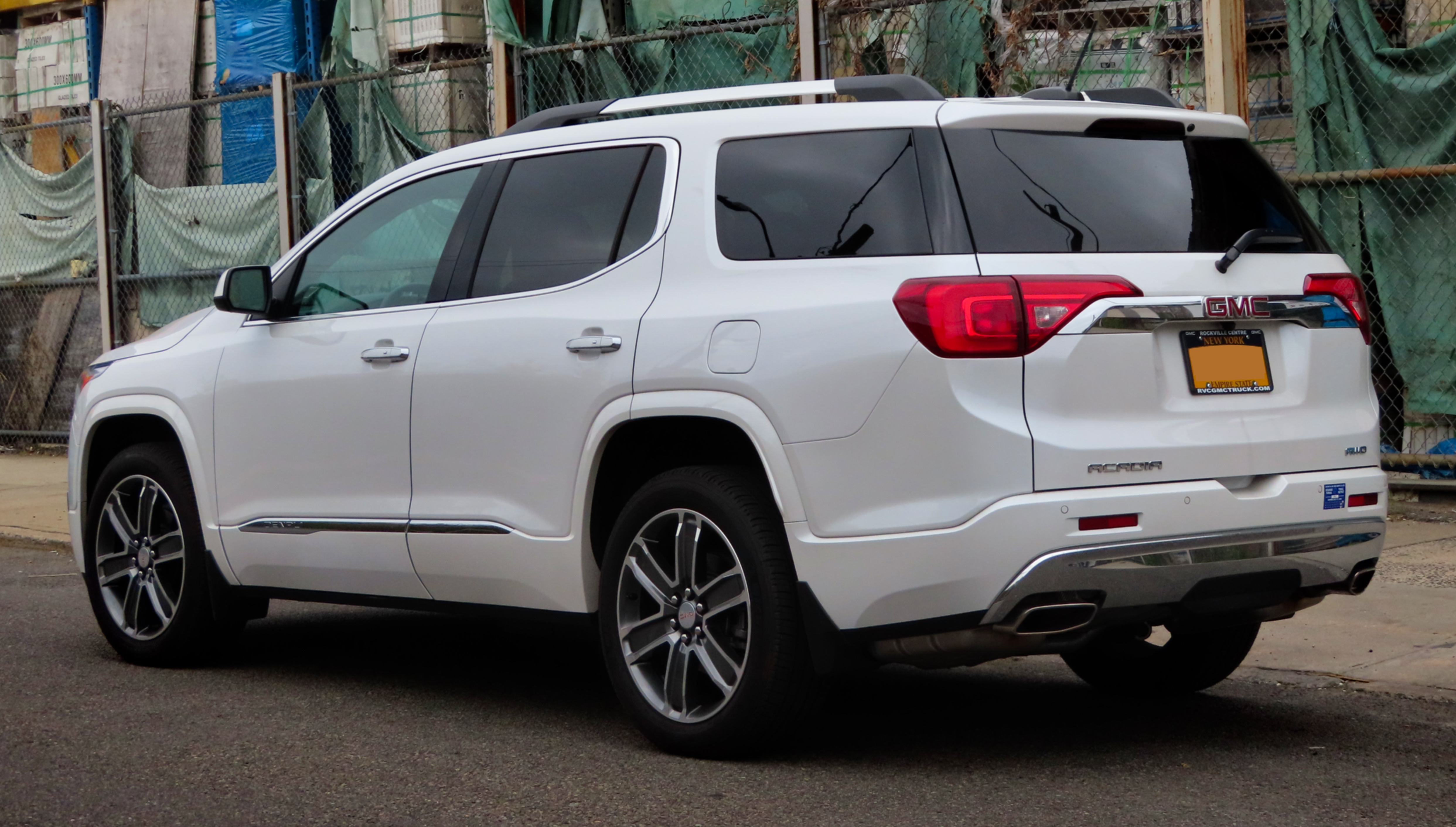
デナリ リア
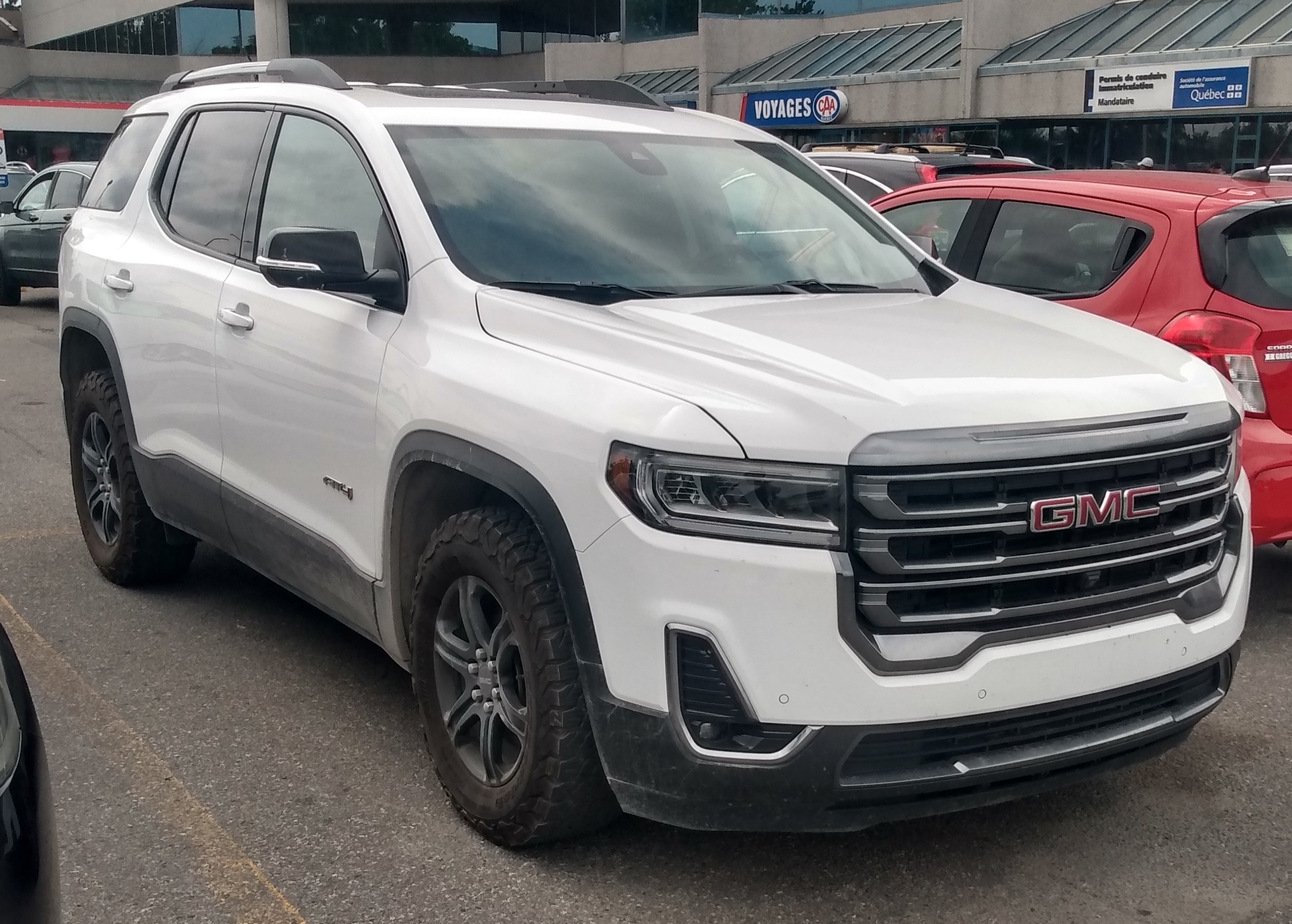
AT4

## 3代目（2024-年）
3代目となるアカディアは2023年の北米国際自動車ショーで発表された。3代目はユーコンとホイールベースが同じ3列シート7人乗りのフルサイズSUVとなった。
プラットフォームは3代目のシボレー・トラバースと同じVSS-Sプラットフォームを採用し、エンジンは最高出力328PS（245kW）、最大トルク442Nm(326lb-ft)を発揮する2.5L ターボチャージャー直列4気筒ガソリンエンジンを搭載している。インフォテインメントシステムは15インチのディスプレイに表示される。3代目のアカディアは3つのグレードがあり、ベースグレードのエレベーション、オフロード指向のAT4、プレミアムグレードのデナリが設定されている。ゼネラルモーターズの「スーパークルーズ」システムは初めてほとんどのモデルで利用可能となった。
3代目はテネシー州の製造工場からトラバース、エンクレイブと同じく、ミシガン州の組立工場で製造される。

## 車名
「ACADIA (アカディア)」は、北米東部大西洋岸、現在のアメリカ合衆国メイン州東部とカナダノバスコシア州に相当する地域の古い地名である「Acadia (アカディア)」に由来する。